# Satoshi Morimoto
Pour les articles homonymes, voir Morimoto.
Satoshi Morimoto (森本 敏, Morimoto Satoshi), né le 15 mars 1941 à Tokyo, est un homme politique japonais.

## Biographie
Lorsqu'il est appelé à devenir le troisième et dernier ministre de la Défense du gouvernement de Yoshihiko Noda, en remplacement de Naoki Tanaka, Morimoto enseigne à l'université de Takushoku depuis douze ans. Cet expert en sécurité nationale est pourtant partisan d'une politique plus forte en la matière, et réputé plus proche du Parti libéral démocrate que du Parti démocrate du Japon de Noda. Morimoto n'occupera le poste qu'entre le 4 juin 2012 et le 26 décembre 2012, mais il connaissait déjà les lieux en qualité de conseiller de l'un de ses prédécesseurs au ministère, Yasukazu Hamada (gouvernement de Tarō Asō).
Affilié au lobby Nippon Kaigi, qui prône le retour du militarisme au Japon, Morimoto contribue également à sa revue sur les questions sécuritaires.